# Cyclobacanius teresae
Cyclobacanius teresae är en skalbaggsart som först beskrevs av Yélamos och Yves Gomy 1991.  Cyclobacanius teresae ingår i släktet Cyclobacanius och familjen stumpbaggar. Inga underarter finns listade i Catalogue of Life.